# Kelemen-forrás-csúcs
A Kelemen-havasokban lévő Kelemen-forrás-csúcs (románul: Iezerul Călimanului) Hargita megye legmagasabb pontja (2031 m). A tetőn halad át Hargita megye és Suceava megye határa. Maroshévízről közelíthető meg a legjobban.